# سیارک ۵۵۷۴۹
سیارک ۵۵۷۴۹ (به انگلیسی: 55749 Eulenspiegel، نامگذاری:1991AT2) پنجاه و پنج هزار و هفتصد و چهل و نهمین سیارک کشف شده‌است که در ۱۵ ژانویه ۱۹۹۱ کشف شد.